# Райна Алексова
Райна Алексова (на македонска литературна норма: Рајна Алексова) е първата известна българска фармацевтка от Македония.

## Биография
Родена е на 25 декември 1882 година в град Кавадарци или в град Битоля, тогава в Османската империя. Завършва гимназия в Солун. На 17 юли 1906 година завършва фармацевтични науки в Лозана и става първата жена фармацевт от Македония. След завършването решава да си отвори собствена аптека, но турските закони не позволяват на жени да отварят аптека. Започва работа като милосърдна сестра в болницата в Кюстендил, а от юни 1907 година работи е в българската болница „Евлоги Георгиев“ в Цариград. През февруари 1908 година става учителка в Одринската българска девическа гимназия. След това получава позволение и в 1909 година започва работа в аптеката на брат си Христо Алексов на „Широк сокак“ в Битоля. Купува аптеката от брат си и работи в нея до пенсионирането си в 1944 година. В аптеката ѝ работят видни битолски лекари - Александър Дума, Илия Аждари и Анастас Христиди.
Умира в Битоля на 23 февруари 1959 година от насилствена смърт.